# Héctor Velis-Meza
Héctor Enrique Velis Meza (Santiago, 30 de agosto de 1949) es un periodista, escritor, profesor universitario y empresario editorial chileno.

## Biografía
Estudió periodismo en la Universidad de Chile, de la cual egresó en 1974. Se casó en 1973 y se separó cuatro años después. Posteriormente, cuando intentaba reconciliarse con su esposa, esta falleció en un accidente automovilístico. Velis-Meza no volvió a casarse ni tuvo hijos.
Desde 1989 trabaja como profesor de redacción, expresión oral y escrita, ética profesional, televisión y cultura en las universidades Central, Las Américas, Uniacc, Bernardo O'Higgins, La República, Miguel de Cervantes, Andrés Bello, Católica de Valparaíso y de Chile, además del Instituto Profesional Culinary.
Ha publicado treinta y tres libros sobre el idioma español y, desde 1993, conduce el espacio Palabras con historia en Radio Cooperativa. Además, participó como comentarista de literatura en el noticiero T13 C —emitido por Canal 13 Cable— y es miembro del directorio de la Cámara Chilena del Libro. También es director de la editorial Cerro Huelén y propietario de Ediciones Bizarras.